# ريد بل غانا
ريد بل غانا (بالإنجليزية: Red Bull Ghana)‏ هو نادي كرة قدم غاني تأسس سنة 2008 وتم حله سنة 2014 النادي كان مملوكاً لشركة ريد بل النمساوية وكان يلعب مبارياته على ملعب أكادمية ريد بل.

## التاريخ
تأسست في عام 2008، الأكاديمية المرتبطة بالفريق عملت على تخريج مدربين ولاعبين على حد سواء. وصل الفريق إلى ثاني أعلى دوري في غانا في عام 2009.  هبط فريق ريد بُل غانا إلى الدرجة الثانية في عام 2013. في أغسطس 2014 ، ألغت ريد بل الأكاديمية والنادي وتم دمجه مع أكاديمية فينورد في أكاديمية غرب إفريقيا لكرة القدم . 